# Kronenwetter
Kronenwetter és una població dels Estats Units a l'estat de Wisconsin. Segons el cens del 2000 tenia 6.927 habitants.

## Demografia
Segons el cens del 2000, Kronenwetter tenia 5.369 habitants, 1.884 habitatges, i 1.537 famílies. La densitat de població era de 39,9 habitants per km².
Dels 1.884 habitatges en un 42,3% hi vivien nens de menys de 18 anys, en un 72,3% hi vivien parelles casades, en un 5,9% dones solteres, i en un 18,4% no eren unitats familiars. En el 13,5% dels habitatges hi vivien persones soles el 4,1% de les quals corresponia a persones de 65 anys o més que vivien soles. El nombre mitjà de persones vivint en cada habitatge era de 2,83 i el nombre mitjà de persones que vivien en cada família era de 3,12.
Per edats la població es repartia de la següent manera: un 28,4% tenia menys de 18 anys, un 7,1% entre 18 i 24, un 32,4% entre 25 i 44, un 25,3% de 45 a 60 i un 6,7% 65 anys o més.
L'edat mediana era de 36 anys. Per cada 100 dones de 18 o més anys hi havia 102,2 homes.
La renda mediana per habitatge era de 55.718 $ i la renda mediana per família de 60.324 $. Els homes tenien una renda mediana de 38.635 $ mentre que les dones 28.602 $. La renda per capita de la població era de 23.395 $. Aproximadament el 3,1% de les famílies i el 3,1% de la població estaven per davall del llindar de pobresa.